# Ronald Gunter, 3. Baronet

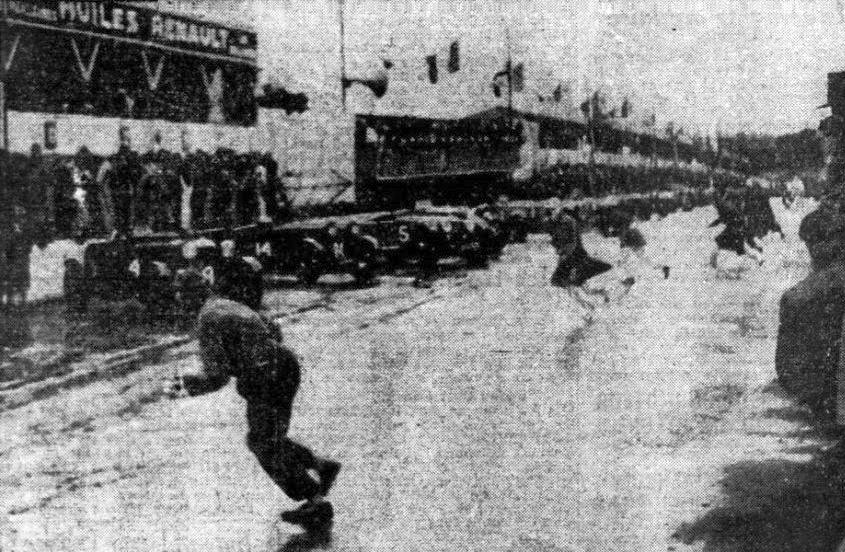
Der Logonda M45R Rapide (Startnummer 14, zweiter von links) von Dudley Benjafield und Ronald Gunter beim Start zum 24-Stunden-Rennen von Le Mans 1935

Sir Ronald Vernon Gunter, 3. Baronet (* 8. März 1904 in Battle; † 27. Januar 1980 in Chichester) war ein britischer Autorennfahrer.

## Karriere im Motorsport
Ronald Gunter war in den 1930er-Jahren als Rennfahrer aktiv. 1929 wurde mit gemeinsam mit Sammy Davis hinter Giuseppe Campari und Giulio Ramponi Gesamtzweiter beim 24-Stunden-Rennen von Brooklands. Einsatzwagen war ein Bentley 4 ½ Litre. Das 24-Stunden-Rennen von Le Mans 1935 beendete er gemeinsam mit Dudley Benjafield an der 13. Stelle der Gesamtwertung.

## Statistik

### Le-Mans-Ergebnisse
| Jahr | Team                              | Fahrzeug            | Teamkollege       | Platzierung | Ausfallgrund |
| ---- | --------------------------------- | ------------------- | ----------------- | ----------- | ------------ |
| 1935 | Arthur W. Fox und Charles Nicholl | Logonda M45R Rapide | Dudley Benjafield | Rang 13     |              |